# 潘蓬
潘蓬（法語：Paimpont，法語發音：[pɛ̃pɔ̃]）是法国伊勒-维莱讷省的一个市镇，位于该省西部，属于雷恩区。

## 地理
潘蓬（48°1'5"N, 2°10'16"W）面积110.28 平方千米，位于法国布列塔尼大區伊勒-维莱讷省，该省份为法国西北部沿海省份，位于布列塔尼半岛东部，北濒大西洋，西接阿摩尔滨海省和莫尔比昂省，南至大西洋卢瓦尔省，西南端接曼恩-卢瓦尔省，东临马耶讷省，东北与芒什省接壤。
与潘蓬接壤的市镇（或旧市镇、城区）包括：贝尼翁、莫龙、康佩内阿克、孔科雷、伊韦勒河畔内昂、特雷奥朗特克、伊方迪克、大普莱朗、圣马隆叙梅勒、圣佩朗、米埃勒。

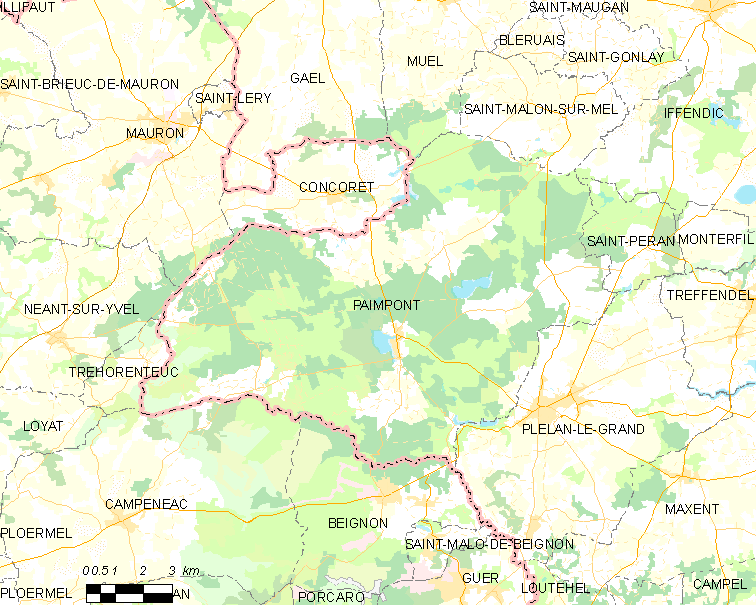
潘蓬的OSM定位图

潘蓬的时区为UTC+01:00、UTC+02:00（夏令时）。

## 行政
潘蓬的邮政编码为35380，INSEE市镇编码为35211。

## 政治
潘蓬所属的省级选区为默河畔蒙福尔县。

## 人口

1962-2008年间潘蓬人口变化图示

潘蓬于2022年1月1日时的人口数量为1778人。